# Словарь метротерминов
Приведены основные понятия, термины и аббревиатуры, встречающиеся в литературе о метрополитене и железной дороге.
Подавляющее большинство сокращений пришли в метрополитен с железной дороги напрямую или образованы по аналогии и имеют свою историю образования.
| # А Б В Г Д Е Ё Ж З И К Л М Н О П Р С Т У Ф Х Ц Ч Ш Щ Э Ю Я |

## А
- АБ — Авто блокировка
- АВ — автоматический выключатель.
- АВТ — автоматический выключатель торможения.
- АВУ — автоматический выключатель управления.
- АВФ — аварийно-восстановительное формирование.
- АГС — автоматический гребнесмазыватель.
- АДУТ — адаптер диагностики управления тормозом.
- АК — регулятор давления (преимущественно, типа АК-11Б).
- АКБ — аккумуляторная батарея.
- АКП — автоматический контрольный пункт.
- АЛ — Алексеевская линия.
- АЛС — автоматическая локомотивная сигнализация.
- АЛС-АРС — автоматическая локомотивная сигнализация с автоматическим регулированием скорости.
- АЛСР — автоматическая локомотивная сигнализация с использованием радиоканала.
- АМР — автомат монеторазменный.
- АПБ — автомат по продаже билетов.
- АПВ — автоматическое повторное включение.
- АПЛ — Арбатско-Покровская линия.
- АПС — автоматическая пожарная сигнализация.
- АПМБ — автомат по продаже магнитных билетов.
- АПЭ — устройство автоматического пуска эскалатора.
- АРМ — автоматизированное рабочее место.
- АРТСКВ — артезианская скважина.
- АРС —
  1. система автоматического регулирования скорости.
  2. анкерное рельсовое скрепление.
- АРС-АО — кодовый сигнал абсолютной остановки от АРС.
- АРС-Д — система АРС «Днепр».
- АРС-Р — резервный комплект АРС.
- АСД — автоматическая станционная дверь.
- АСКД — автоматизированная система контроля доступа.
- АСКМ — автоматическая система контроля микроклимата на станциях.
- АСКОПМ — автоматизированная система контроля оплаты проезда в метрополитене.
- АСНП — автоматический считыватель номера поезда.
- АСОП — автоматизированная система оплаты проезда.
- АСОТП — автоматическая система обнаружения и тушения пожара «Игла».
- АСУ — автоматизированная система управления.
- АСФЭ — следящий функциональный эскалаторный автомат.
- АТД — асинхронный тяговый двигатель.
- АТДП  — автоматика и телемеханика управления движением поездов.
- АТП — асинхронный тяговый привод.
- АТПС — аппарат телефонной тоннельной связи.

## Б
- БАВ — блок автоматических выключателей.
- БАР — блок автоматических реле.
- БАРС — бесконтактная АРС (автоматического регулирования скорости).
- ББЭ — блок бортового энергоснабжения.
- БД — дверная блокировка.
- БВ —
  - 1. быстродействующий выключатель.
  - 2. большой вентилятор
- БирЛ — Бирюлёвская линия.
- БИС — блок АРС измерения скорости (только в контексте метро).
- БИТ — блок информационного табло (бегущая строка в вагонах 740-й серии).
- БК — бортовой компьютер.
- БКЛ — Большая кольцевая линия, эксплуатационное название Третьего пересадочного контура Московского метрополитена.
- БКЦУ — блок коммутации цепей управления.
- БЛЛМ — устаревшая аббревиатура Бутовской линии (Бутовская линия лёгкого метро).
- Блок-участок автоблокировки — участок пути между двумя светофорами (проходными, входным, выходным).
- Блок-участок АЛС-АРС — участок пути, расположенный за рельсовой цепью, длиной не менее расчётного тормозного пути при торможении от устройств АЛС-АРС со скорости, допускаемой устройствами АЛС-АРС на данной рельсовой цепи. Границами блок-участка АЛС-АРС являются изолирующие стыки (начало — конец) соответствующих рельсовых цепей или точки подключения аппаратуры бесстыковых рельсовых цепей.
- БЛПМ — блок локомотивных приёмников частот АРС «Метро».
- БЛП — блок локомотивного приёмника.
- БМТ — блок маршрутного табло.
- БМТС — блок маршрутного табло светодиодный.
- БМЦИС — блок мониторов цифровой информационной системы (в вагонах 760-й, 765-й и 775-й серий).
- БНТ — блок наддверного табло.
- БОР — блок ограничивающих резисторов.
- БП — блок предохранителей.
- БПР — блок подсветки рекламы (в вагонах 760-й серии).
- БПС — блок противоскатывания.
- БПСН — блок питания собственных нужд (модель БПН-5У-2М).
  - БПН — блок питания низковольтных цепей (БПН-115).
- БПК — боевой пост контроля
- БПФ — блок полупроводниковый для питания фар.
- БРС —
  1. блок устройств АРС регуляции скорости.
  2. блок разъёмных соединений АСОТП «Игла-МТ».
- БРУ — блок распределительного устройства.
- БС — блок согласования.
- БСК — бесконтактная смарт-карта.
- БСМ — блок сравнения частот АРС «Метро».
- БСП — блок служебных помещений.
- БСУ — блок согласующего устройства АРС.
- БТБ — блок тормоза безопасности.
- БТП — блок технических помещений.
- БУ —
  1. блок-участок.
  2. блок управления.
- БУВ — блок управления вагоном.
- БУД — блок управления дверьми.
- БУДК — блок управления двигателем компрессора.
- БУ ИПС-ПМ — блок управления информационно-переговорной системы поезда метро.
- БУКП — блок управления и контроля поезда.
- БУМ — блок АРС управления «Метро».
- БУП — блок управления поездом.
- БУР — бортовое устройство регистрации.
- БУСТ — блок управления стояночным тормозом.
- БутЛ — Бутовская линия.
- БУФТ — блок управления фрикционным тормозом.
- БУ ЦИК — блок управления цифрового информационного комплекса (на составах 740-й серии).
- БУ ЦИС — блок управления цифровой информационной системы (на составах 760-й серии).
- БФ — блок фар.
- БЭНЦ — блок электропитания низковольтных цепей (аналог БПСН в Киевском метрополитене).
- БЭПП — блок электропневматических приборов.
- БЭС — блок экстренной связи (переговорное устройство пассажир-машинист).

## В
- ВАД — аварийный выключатель раздвижных дверей вагонов.
- ВАХ — включатель аварийного хода.
- ВБ — выключатель аккумуляторной батареи.
- ВБА — выключатель аккумуляторной батареи автоведения.
- ВБП — тумблер включения блоков питания.
- ВБД — выключатель блокировки дверей.
- ВВ —
  1. вентиляционный вывод с установленной системой фильтрации.
  2. воздуховыпуск.
- ВВП — вестибюльная выпрямительная подстанция.
- ВД — выключатель дверей.
- ВЗ — вентиль замещения (регенерации) электротормоза.
- ВЗК — взрывозащитный контейнер.
- ВЗП — включение задержки поезда
- ВК — выключатель концевой (пневмопружинного тормоза).
- ВИП — вторичный источник питания.
- ВКФ — выключатель красных фар (используется в Киевском метрополитене, для обозначения головы поезда, при ночной расстановке составов в тоннелях).
- ВМК — выключатель мотор-компрессоров.
- ВНИИЖТ — Всероссийский научно-исследовательский институт железнодорожного транспорта.
- ВО — режим вагонного оборудования (обозначение на мониторе вагонов «Русич»).
- ВОВТ — выключатель отключения вентильного тормоза.
- ВОМД — вентилятор осевой (вентиляционная турбина).
- ВОС — выключатель освещения салонов.
- ВОУ — водоотливная установка.
- ВП —
- 1. тумблер устройств АРС при режиме «вспомогательный поезд»
- 2. Внешнее питание
- ВПД — выключатель переключения дверей.
- ВПП — вестибюльная понизительная подстанция.
- ВПРС — выправочно-подбивочно-рихтовочная машина среднего типа для ремонта верхнего строения пути.
- ВПТ — вентиль пневмопривода токоприёмников.
- ВПУ — вспомогательный пульт управления.
- ВР — воздухораспределитель.
- ВРД — выключатель, разрешающий движение.
- ВРЗ — вагоноремонтный завод.
- ВРК — вагоноремонтный комплекс.
- ВРН — кран воздухораспределителя. Напорная магистраль.
- ВРП — кнопка возврата РП.
- ВРУ — выключатель резервного управления.
- ВРЦ — вагоноремонтный цех.
- ВС — вентиляционная сбойка.
- ВТ — вентильные тормоза.
- ВТБ — вентиль тормоза безопасности.
- ВТЗ —
  1. воздушно-тепловая завеса.
  2. аппаратура автоматического регулирования температуры в вестибюлях.
- ВУ —
  1. выключатель управления.
  2. вентиляционная установка.
  3. водоотливная установка.
  4. вспомогательное управление.
- ВУД — выключатель управления дверьми.
- ВУС — тумблер включения усиленного света белых фар.
- ВФ — выключатель фар.
- ВЦн.н. — вспомогательные цепи низкого напряжения.
- ВШ — вентиляционная шахта.
- ВЭКА — вагон-электровоз контактно-аккумуляторный.

## Г
- Габарит погрузки — предельное поперечное (перпендикулярное оси пути) очертание, в котором, не выходя наружу, должен размещаться груз (с учётом упаковки и крепления) на открытом подвижном составе при нахождении его на прямом горизонтальном пути.
- Габарит подвижного состава — предельное поперечное (перпендикулярное оси пути) очертание, внутри которого должен помещаться подвижной состав (с учётом максимальных нормируемых допусков и износов, а также бокового наклонения на рессорах), установленный на прямом горизонтальном пути и в кривой расчётного радиуса как в ненагруженном, так и в нагруженном состоянии.
- Габарит приближения оборудования — предельное поперечное (перпендикулярное оси пути) очертание, внутрь которого не должны заходить никакие части всех видов оборудования и устройств за исключением частей устройств, предназначенных для непосредственного взаимодействия с соответствующими частями подвижного состава (скоба путевого автостопа, контактный рельс и др.).
- Габарит приближения строений — предельное поперечное (перпендикулярное оси пути) очертание, внутрь которого, помимо подвижного состава и оборудования, не должны заходить никакие части станционных сооружений и строительных конструкций, кроме упоров тоннельных металлоконструкций, с учётом нормируемых допусков на их изготовление и монтаж.
- Галерея — короб, простирающийся от наземной станции до парковых путей депо.
- ГАЛС — генератор частот АЛС.
- ГР — главный разъединитель.
- ГГО — громкоговорящее оповещение.
- Гейт (неоф.) — путь, соединяющий сеть метрополитена с железнодорожной сетью. См. также Список соединительных веток метрополитенов и железных дорог.
- ГДП — график движения поездов.
- ГЗ — гермозатвор (металлоконструкция).
- ГЗЛ — Горьковско-Замоскворецкая линия (устаревшая аббревиатура).
- ГК —
  1. групповой контактор.
  2. головная кабина.
- Главный путь — путь перегона, а также путь станции, являющийся непосредственным продолжением пути прилегающего перегона.
- ГПК — горнопроходческий комплекс.
- ГО (ГрО) — гражданская оборона.
- «Горизонтальный лифт» — см. Станция закрытого типа.
- ГРКВ — «главная рукоятка контроллера вагоновожатого». То же самое, что и КВ.
- ГС — скоростемер, устанавливаемый на ПС без устройств АРС.
- ГСР — главное сигнальное реле.
- ГЩ — главный щиток (щиток с низковольтными предохранителями).

## Д
- Д1…Д2 — делители давления.
- Д6 — правительственные пути сообщения (подземные автотрассы с интегрированными рельсами для дизель-аккумуляторных поездов, полноразмерные ж/д тоннели). Неофициальное название.
- ДАУ — дублирующее автономное устройство.
- ДАУ-АРС — система АРС с ДАУ.
- ДБ — дверная блокировка.
- ДВ — дальний воздухозабор.
- ДВР — дверной воздухораспределитель.
- ДВШ — датчик вращения шестерни (на более ранних моделях — ДС, «датчик скорости»).
- ДД1…ДД4 — датчики давления.
- ДДЭ — дежурный по депо (дежурный деповского электрохозяйства).
- Деповские пути — пути в здании электродепо и их продолжение до светофоров, ограждающих парковые пути.
- ДЗА — дистанция защиты автоматики.
- ДИП — динамовский/дополнительный источник питания (разработан АЭК «Динамо», обе расшифровки аббревиатуры используются примерно в равном объёме).
- ДИСК-Б — дистанционно-информационная система контроля букс.
- ДИСК-БКВ-Ц — система комплексного контроля технического состояния подвижного состава на ходу поезда, включающая в себя:
  - базовую подсистему ДИСК-Б для обнаружения перегретых букс;
  - подсистему ДИСК-К для обнаружения неисправностей колёс по кругу катания;
  - подсистему ДИСК-В для обнаружения волочащихся деталей;
  - подсистему ДИСК-Ц для централизации информации с линейных постов контроля технического состояния подвижного состава.
- ДИСКОР — диалоговая информационно-справочная система контроля оперативных работ, формирует справки о перевозках пассажиров.
- ДИТС — дирекция информационно-технологических систем и систем связи.
- ДК-117 — коллекторный ТД с указанием модели.
- ДКПТ —
  1. выполняет функции РКТТ.
  2. датчик контроля пневматического торможения.
- ДКР — дистанция капитального ремонта пути.
- ДМ — дверная воздухомагистраль.
- ДП —
  1. датчик пути АРС.
  2. датчик противоюза.
- ДПП — деповская понизительная подстанция.
- ДПС —
  1. диспетчерский пункт станции.
  2. дизель-подвижной состав.
- ДР —
  1. дифференциальное реле.
  2. дистанция ремонта.
- ДРП — динамический регулятор магнитного поля генераторов (аналог ТРП).
- ДС —
  1. начальник станции.
  2. датчик скорости, устанавливаемый на ПС с устройствами АРС.
  3. дополнительная связь.
- ДСЗ — заместитель начальника станции.
- ДСО — дистанция специальных объектов.
- ДСП — дежурный по станции.
- ДСПО — дежурный по приёму и отправлению поездов.
- ДСЦП — дежурный (станционного) поста централизации.
- ДСЦТ — дежурный (станционного) поста телеуправления.
- ДТ —
  1. датчик тока.
  2. дроссель-трансформатор.
- ДТБ — датчик температуры буксы АСОТП «Игла-МТ».
- Дублирующий автостоп — второй путевой автостоп, установленный перед маневровым светофором на пути для оборота составов.
- ДУР — дистанционно управляемый разделитель.
- ДУЭ — дежурный у эскалатора.
- ДЦ — диспетчерская централизация.
- ДЦХ — диспетчер централизованного хозяйства (поездной диспетчер).
- ДЦХС — старший диспетчер централизованного хозяйства (старший поездной диспетчер).
- ДЧ —
  1. начальник дистанции.
  2. дистанция движения.
- ДЧВ — датчик частоты вращения ротора.
- ДЭС — дизельная электростанция.
- ДЭ — дистанция электроснабжения.
- ДЩК — демонтажная щитовая камера.
- ДКС — дистанция контактной сети.

## Е
- ЕжТК — опытный модернизированный вагон для Таганско-Краснопресненской линии.
- Еи — опытные вагоны типа Е с импульсным регулированием.
- ЕО, ЕНО, ЕНОД — виды осмотра ПС.
- Ер — опытные вагоны типа Е с изменёнными рессорами.
- ЕРИС-М — единая радиоинформационная сеть метрополитена.
- ЕЦРС — единая цифровая радиосвязь.

## Ё
- Ёжик — вагоны типа Еж

## Ж
- ЖКЛ — Ждановско-Краснопресненская линия (устаревшая аббревиатура).

## З
- Защитный участок за светофором — расстояние от скобы путевого автостопа данного светофора до конца участка пути, ограждаемого предшествующим светофором.
- ЗК — задняя кабина.
- ЗЛ — Замоскворецкая линия.
- ЗОЛБ — Здание отдыха локомотивных бригад
- ЗР —
  1. замыкающее реле генератора.
  2. кран запасного резервуара напорной магистрали.
  3. зарядный резистор.
- ЗРЭПС — завод по ремонту электроподвижного состава.
- ЗСЗД — зуммер сигнализации закрытия дверей.
- ЗТВ — затвор вентиляционный.
- ЗТП — затвор перегонный (тоннельный).
- ЗТС — затвор станционный.
- ЗУ —
  1. защитный участок.
  2. заземляющие устройства.

## И
- ИКВ — инерционно-контактный воздухоочиститель (фильтр МК).
- «Игла-МТ» — АСОТП «Игла» с функцией обнаружения нагрева букс.
- ИДП — инструкция по движению поездов и маневровой работе.
- ИНСУ — инверторная система управления.
- ИО — измерительный орган.
- ИПП — источник питания программируемый.
- ИПТД — источник подвозбуждения тяговых двигателей.
- ИС —
  1. изолирующий стык.
  2. измеритель скорости.
- ИС, ИСИ — инструкция по сигнализации.
- ИСБ — инспектор службы безопасности.
- ИСГ-02 — измеритель скорости, установленный на головных метровагонах типа «Яуза».
- ИУ — управляющие импульсы.
- ИШ — индуктивный шунт.

## К
- К1 — разобщительный кран пневмопривода ЭКК.
- КалЛ — Калининская линия.
- КАПП — контролёр автоматических пропускных пунктов.
- КАХ — кнопка аварийного хода.
- КахЛ — Каховская линия (7 декабря 2021 года вошла в состав БКЛ, прекратив своё существование).
- КАС ДУ — комплексная автоматизированная система диспетчерского управления.
- КАСИП АЗМ — комплексная автоматизированная система информационной поддержки антитеррористической защищённости метрополитена.
- КБ —
  1. кнопка бдительности.
  2. кассир билетный.
- КБ1…КБ3 — клапан быстрого сброса.
- КБР — комплекс билетных решений.
- КВ — контроллер машиниста (буквально — контроллер вагоновожатого).
- КВК — кабельно-вентиляционный коллектор.
- КВЛ — Кировско-Выборгская линия.
- КВР — капитально-восстановительный ремонт.
- КВТ — кнопка восприятия торможения.
- КВЦ — контактор высоковольтных цепей.
- КГУ — контрольно-габаритное устройство
- КГУЛЗ — лампа контроля КГУ зелёного цвета.
- КГУЛК — лампа контроля КГУ красного цвета.
- КД — контактор дверей.
- КДМ — контроль действия машиниста.
- КЗ —
  1. короткое замыкание.
  2. короткозамыкатель контактного рельса.
- КЗ-2 — контактор заряда АБ.
- КЗП — контроллер зоны прохода.
- КИП — контрольно-инструкторская поездка.
- КК —
  1. катушка контактора.
  2. контактор МК.
- ККК — конец круговой кривой.
- ККЛ — Красносельско-Калининская линия.
- КЛ — «кабина локомотива». Штамп в удостоверении работника метрополитена, разрешающий проезд в кабине машиниста.
- Кл — клинкер.
- КЛУБ — комплексное локомотивное устройство безопасности (установлено на дрезинах).
- КМ —
  1. кассовая машина. Операции продажи, доплаты и восстановления ПД выполняются на кассовых машинах с другими номерами по сравнению с номерами КМ, на которых производится инициализация МК.
  2. контроллер машиниста.
  3. кран машиниста.
  4. «кабина машиниста», то же самое, что и КЛ в Петербургском метрополитене.
- КММ — коробка малой механизации.
- КМУ — ключ местного управления.
- КО —
  1. коммерческий отдел Службы сбора доходов метрополитена.
  2. контактор освещения.
  3. кнопка «Отпуск».
- КОАЗ — ключ отмены автоматического закрытия (дверей на СЗТ).
- КолЛ — Кольцевая линия.
- Контактная сеть — контактные рельсы, кабели и оборудование, обеспечивающие передачу электрической энергии от тяговых и совмещённых тяговопонизительных подстанций к токоприёмникам электроподвижного состава.
- Концевой отвод контактного рельса — часть контактного рельса, имеющая уклон и обеспечивающая плавный вход и выход башмаков токоприёмников.
- КОС — кнопка ограничения скорости
- КП —
  1. колёсная пара.
  2. кабельная перемычка.
- КПОПБС — командный пункт частей охраны порядка и безопасности.
- КПТ — контроль пневматических тормозов.
- КР —
  1. контактный рельс.
  2. капитальный ремонт.
  3. контроллер реверса.
- КР-1, КР-2 — капитальный ремонт первого, второго объёма (в наст. время — СР и КР соответственно).
- КРЗД — кнопка резервного закрытия дверей.
- КРЛ — Калужско-Рижская линия.
- КРМ — кран машиниста.
- КРМК — кнопка резервного включения МК.
- КРП —
  1. контроллер резервного пуска (то же, что и КРУ).
  2. капитальный ремонт с продлением срока службы.
- КРР — кнопка разворота реверсора.
- КРУ — контроллер резервного управления.
- КС —
  1. контроль скатывания.
  2. конструкционная скорость.
- КС1 — силовая соединительная коробка.
- КС2 — коробка заземления.
- КСАУДП — комплексная система автоматического управления движением поезда.
- КСАУП — комплексная система автоматического управления поездом.
- КСАУПМ — комплексная система автоматического управления поездом модернизированная.
- КСБ — контактор силового блока.
- КСД, КСЭД — комплексная система (эксплуатации) «Движение».
- КСЛ — проектируемая Калининско-Солнцевская линия Московского метрополитена.
- КСОБ — комплексная система обеспечения безопасности.
- КТ — контроль торможения.
- КТО —
  1. контрольная точка отправления.
  2. контейнер тормозного оборудования.
- КТР — кнопка «Тормоз резервный».
- КТСМ-01Д — комплекс технических средств для модернизации аппаратуры ПОНАБ-3 и ДИСК-Б.
- КТП — контрольная точка прибытия.
- КУ — кнопка управления.
- Курбель —
  1. рукоятка, предназначающаяся для ручного приведения в движение неисправного электропривода централизированной стрелки, либо перегонного затвора.
  2. рукоятка, предназначающаяся для ручного выкручивания винта отторможения при отсутствии сжатого воздуха в НМ.
- КФЛ — Кировско-Фрунзенская линия (устаревшая аббревиатура).
- КШ — «контактор шунтирующий». ЭМК ослабления возбуждения.
- КЭ — контакторный элемент кулачкового типа.
- КЭТ — контроль электрических тормозов.

## Л
- ЛАВТ — лампа автоведения.
- ЛАД — линейный асинхронный двигатель.
- ЛБ, л/б — локомотивная бригада.
- ЛБК — локальный блок контроля системы «Игла».
- ЛБК-ТБ — локальный блок контроля температуры букс АСОТП «Игла-МТ».
- ЛВД — лампа включения двигателей.
- ЛВЧД — линия вагонной части депо.
- ЛИТС — линейная информационно-телеметрическая станция.
- ЛК — линейный контактор.
- ЛКВД — лампа контроля выключения двигателей.
- ЛКВП — лампа контроля включения преобразователя.
- ЛКВЦ — лампа контактора КВЦ.
- ЛКТ — лампа контроля торможения.
- ЛДЛ — Люблинско-Дмитровская линия.
- ЛМГТ — ОАО НИПИИ «Ленметрогипротранс».
- ЛН — лампа направления.
- Локомотивная бригада — машинист и помощник машиниста.
- Локомотивы — электровозы, тепловозы, мотовозы.
- ЛП —
  1. линейный пункт (л/п).
  2. станция «Ленинский проспект».
  3. станция «Лермонтовский проспект».
  4. станция «Лесопарковая».
  5. станция «Ломоносовский проспект».
- ЛПК — линейный пункт контроля.
- ЛППТ — Лампа пневмо-пружинного тормоза
- ЛПТ — левый перегонный тоннель.
- ЛРТ — легкорельсовый транспорт (Лёгкое метро).
- ЛС — линия связи.
- ЛСД — лампа сигнализации дверей.
- ЛСН — лампа сигнализации неисправности.
- ЛСП — лампа сигнализации пожара.
- ЛСТ —
  1. лампа сигнализации тормоза.
  2. левый станционный тоннель.
- ЛУ — локомотивный указатель.
- ЛХРК — сигнальная лампа хода реостатного контроллера.
- ЛХТ — лампа, при автоведении контролирующая сбор схемы на «ход» и «тормоз».
- ЛЭКК — лампа электроконтактной коробки.

## М
- Маневровый состав — группа вагонов, сцепленных между собой и переставляемых с одного пути на другой.
- МАРС — модернизированная система АРС.
- Маршрут — пути со стрелками, установленными и запертыми в направлении предполагаемого следования поезда или маневрового состава.
- МВ — масляный выключатель.
- МВУ — местная водоотливная установка.
- МДП — местная дренажная перекачка.
- МК —
  1. магнитная карта.
  2. металлоконструкция (гермозатвор).
  3. мотор-компрессор.
- ММТС — Московская монорельсовая транспортная система (прежнее название Московского монорельса).
- «Москва» — поезд 81-765/766/767 и 81-775/776/777 «Москва 2020».
- МПИС — модуль преобразователя измерителя скорости.
- МПЛ — Московско-Петроградская линия.
- МПС — Министерство путей сообщения.
- МПЦ — микропроцессорная централизация.
- МРА — монеторазменный автомат.
- МРТ — моторно-рельсовый транспорт
- МРЦ — маршрутно-релейная централизация.
- МС — машина для счёта монет.
- МСОТ — Международный союз общественного транспорта.
- МСЦ — механосборочный цех.
- МТ —
  1. микрофон для передачи машинистом информации поездному диспетчеру.
  2. магистраль торможения на устройстве АРС.
  3. маятниковый трансмиттер.
- МУ —
  1. магистраль управления.
  2. маршрутный указатель.
- МУВ — модуль управления вентиляторами.
- МУГС — модуль управления гребнесмазывателями.
- МУМ — машинист уборочных машин.
- МУОС — модуль управления обогревом стёкол.
- МУС — местная усилительная станция громкоговорящего оповещения на станциях.
- МФДУ — многофункциональный дисплей управления.
- МХ — магистраль хода на устройстве АРС.
- МЦК — Московское центральное кольцо.
- МЩК — монтажная щитовая камера.

## Н
- «Номер» или «Номерной» — поезд 81-717/714 и модификации
- НИОКР — научно-исследовательские, опытно-конструкторские и технологические работы.
- НВЛ — Невско-Василеостровская линия.
- НВУ — нижний вентиляционный узел.
- НКК — начало круговой кривой.
- НЛ — Некрасовская линия.
- НМ — напорная магистраль.
- НР — нулевое реле.
- НСТ — нормативная станция по труду.
- НСЧН — электромеханик Дистанции связи Московского метрополитена.
- НСЧНС — старший электромеханик Дистанции связи Московского метрополитена.
- НЧ — нулевая частота АЛС.

## О
- ОВ — обмотка возбуждения.
- ОВП — огнетушитель воздушно-пенный.
- ОВТ — тумблер отпуска вентильных тормозов.
- ОВУ — основная водоотливная установка (устраивается в нижней точке перегонного тоннеля и станциях, для отвода грунтовых вод).
- ОГМ — отдел главного механика
- Ока — поезд 81-760/761
- ОДП — основная дренажная перекачка.
- ОП —
  1. огнетушитель порошковый.
  2. сигнал опасности.
- ОПЛ — Охтинско-Петроградская линия.
- ОПУ — основной пульт управления.
- ОРК — отстойно-ремонтный корпус.
- ОСП —
  1. огнетушитель самосрабатывающий порошковый.
  2. индикатор отсутствия признаков пожара АСОТП «Игла».
- ОТЛ — Оболонско-Теремковская линия.
- ОТЦ — обратная трубка цилиндров (тормозных).
- ОУ —
  1. огнетушитель углекислотный.
  2. основное управление.
- Охранная стрелка — стрелка, расположенная на другом пути и устанавливаемая при приготовлении маршрута в положение, исключающее возможность выхода подвижного состава на подготовленный маршрут.
- ОЧ — отсутствие частоты АРС.
- ОЭМЗ — Опытно-электромеханический завод.
- ОЯ — обмотка якоря.

## П
- П — главный предохранитель.
- ПА-КСД — поездная аппаратура комплексной системы «Движение».
- ПА-М — поездная аппаратура модернизированная.
- Парковые пути — пути, примыкающие к деповским путям.
- ПБ — педаль бдительности.
- ПБК — промежуточный барабан контроллера.
- ПБЛ — Правобережная линия
- ПБМ — один из блоков АРС.
- ПВБ — путевая восстановительная бригада.
- ПВЗ — переключатели защиты вагона.
- ПВС — пункт восстановительных средств.
- ПВУ — повагонное управление.
- ПГ — путевой генератор частот АРС.
- ПД —
  1. проездной документ на основе магнитной карты.
  2. положение о дисциплине.
- ПДИ — постоянно действующий инструктаж.
- ПДУ — пульт дистанционного управления.
- Перегон — часть линии метрополитена, расположенная между смежными станциями.
- ПЗУ — переносное закорачивающие устройство.
- ПИ — пожарный извещатель АСОТП «Игла».
- ПИР — проектно-изыскательные работы.
- ПК —
  1. пожарный кран.
  2. приёмные устройства АРС.
  3. станция «Парк культуры».
- ПКА — пункт контрольно-автоматический (турникет на выход).
- ПКГ — групповой переключатель положений.
- ПКПП — приёмно-контрольный пожарный прибор.
- ПЛ — Правобережная линия.
- ПМ —
  1. поломоечная машина.
  2. подметальная машина.
  3. см. ПМТ.
  4. пульт машиниста.
  5. станция «Проспект Мира».
- ПМСАУП — программно-моделирующая система автоматического управления поездом.
- ПМТ — тормозной переключатель. Ставит силовые цепи на моторный или тормозной режим, имеет 2 фиксированных положения ПМ и ПТ.
- Подвижной состав — вагоны, локомотивы и специальные подвижные единицы.
- Подход к станции — расстояние от торца пассажирской платформы до наиболее удаленного светофора, ограждающего участок пути в начале этой платформы.
- Поезд — состав, сформированный из вагонов, локомотив или дрезина с прицепом или без прицепа, имеющий установленные сигналы, присвоенный номер и обслуживаемые локомотивной бригадой (машинистом).
- ПОНАБ — прибор обнаружения нагретых букс.
- Портал — место выхода на поверхность линии метрополитена.
- Пост централизации — пост на станции, в котором сосредоточено управление централизованными стрелками и сигналами.
- ПП —
  1. переключатель положений.
  2. станция «Парк Победы».
  3. станция «Петровский парк».
- ППЗ — переключатели защиты поезда.
- ППП — промежуточная понизительная подстанция.
- ППР — планово-подъёмочный ремонт.
- ППТ — правый перегонный тоннель.
- ПР —
  1. пальцевый разъём ЭКК автосцепки.
  2. пневморессора.
  3. путевое реле.
- ПРВ — промежуточное реле времени.
- ПРВУ-И — программный распределитель водоотливной установки на интегральных микросхемах.
- Предохранительный тупиковый путь — тупиковый путь, предназначенный для предупреждения выхода подвижного состава на маршруты следования поездов.
- Прочие пути — станционные пути, использование которых определяется производимыми на них операциями при манёврах или хозяйственным назначением. Расположены, как правило, на территории, прилегающей к электродепо.
- ПРПС — пункт ремонта подвижного состава.
- ПРС — поездная радиосвязь.
- ПРТ — преобразователь реостатного торможения.
- ПС —
  1. подвижной состав.
  2. пригласительный сигнал.
  3. последовательное соединение.
  4. пожарная сигнализация.
- ПСН — преобразователь статический низковольтный (блок питания цепей управления и освещения, ПСН-117).
- ПСП — переходный переключатель. Ставит ТД на параллельное или последовательное соединение, имеет два фиксированных положения — ПС и ПП.
- ПСТ —
  1. полное служебное торможение.
  2. правый станционный тоннель.
- ПСЧ — приёмник сигнальных частот АРС.
- ПТ —
  1. проверка пневматических тормозов.
  2. см. ПМТ.
  3. путевой трансформатор.
- ПТК-ТЛС — программно-технический комплекс с телемеханическими и локальными связями.
- ПТО —
  1. пункт технического обслуживания.
  2. производственно-технический отдел (тех. отдел).
- ПТЭ — Правила технической эксплуатации (метрополитенов РФ).
- ПУ — пульт управления.
- ПУАВ — поездное устройство автоведения.
- ПУВ — пульт управления верхний.
- ПУИ — программируемое устройство индикации.
- ПУН — пульт управления нижний.
- ПУПМ — переговорное устройство «Пассажир — машинист».
- Путевая автоматическая блокировка (автоблокировка) — система устройств, регулирующая движение поездов и их ограждение на перегонах и станциях без путевого развития. При автоблокировке разрешением на занятие поездом участка служит разрешающее показание светофора, а смена сигналов светофора происходит автоматически от воздействия поезда на ограждаемый им участок пути.
- Путевые знаки — постоянные знаки, указывающие план, профиль, протяжённость и границы участков пути.
- Пути специального назначения — предохранительные тупиковые пути и соединительные ветви.
- ПЦБК — промежуточный центральный блок контроля системы «Игла».

## Р
- РА — рельсовый автобус.
- РАЛ — проектируемая Рублёво-Архангельская линия Московского метрополитена.
- Радиальная станция — станция вне Кольцевой линии в Московском метрополитене.
- РБ — ревизор безопасности.
- РВ —
  1. реле времени.
  2. ртутный выпрямитель.
- РВО —
  1. реле времени освещения.
  2. реверсивный выключатель основного управления.
- РВР — реверсивный выключатель резервного управления.
- РВТ — реле времени торможения.
- РВТБ — резервный вентиль тормоза безопасности.
- РД —
  1. реле дверей.
  2. реле давления.
- Резервный светофор — светофор, установленный на правосторонней кривой малого радиуса с правой стороны пути в створе с основным светофором. Сигнальные огни резервного светофора включаются при погасании сигнальных огней основного светофора.
- РЕЗСКВ — резервная скважина.
- РЖД — Российские железные дороги.
- РЗ —
  1. реле заземления.
  2. реле заряда.
  3. реле сигнализации.
  4. реле защиты.
- РЗП — реле защиты преобразователя БПСН.
- РЗПВ — реле защиты преобразователя вагона.
- РИС — рекламно-информационная система.
- РИУ — радиоинформатор.
- РИП — работа индикации пожара.
- РК — реостатный контроллер.
- РКМ, РКП — кулачковые контакторы РК.
- РКР — реле контроля реверса.
- РКСУ — реостатно-контакторная система управления.
- РКТТ — реле контроля тормозного тока.
- РМ — рукоятка машиниста (на вагонах «Яуза» и «Скиф») — по функциям аналогична КВ.
- РМЦ — ремонтно-механический цех.
- РО — реле остановки.
- РОТ — реле отключения тяги.
- РП — реле перегрузки.
- РП1…РП6 — регулятор положения кузова.
- РПБ — реле педали бдительности.
- РПвозв. — реле возврата РП.
- РПДП — регистратор параметров движения поезда.
- РПЛ — силовые катушки РП.
- РПП — реле переключателя положений.
- РПУ —
  1. реле пониженной уставки.
  2. резервный пульт управления.
- РР — реле реверсирования.
- РРИ — радиорелейный информатор.
- РРП — реле резервного пуска.
- РРТ — реле ручного торможения.
- РС —
  1. рельсосмазыватель.
  2. лампа равенства скоростей.
- РСБ — ремонтно-строительная база.
- РСУ —
  1. ремонтно-строительный участок.
  2. реле системы управления.
- РТ —
  1. токовое реле.
  2. реле торможения.
  3. тиристорный регулятор.
- РТМ — многофункциональный тиристорно-импульсный регулятор.
- РТП — рычажно-тормозная передача.
- РУ —
  1. реле установок.
  2. распределительное устройство.
  3. резервное управление.
- Руддвор — подземная выработка в основании шахты.
- РУМ — см. РЦУ.
- «Русич» (раньше «Скиф») — поезд 81-740/741 и модификации
- РУТ — реле ускорения и торможения.
- РЦ —
  1. рельсовая цепь.
  2. разъединительная цепь.
- РЦ АРС — разъединительная цепь АРС.
- РЦ УКС — разъединительная цепь УКС.
- РЦУ — разъединитель цепей управления.
- РЩК — релейно-щитовая камера.

## С
- САММ — система автоведения «МИИТ-метро».
- САРЧ — система автоматического регулирования частоты вращения.
- САУТ — система автоматического управления тормозами (подвижного состава).
- СБЛ — Святошинско-Броварская линия.
- СБИПК — субблок источника питания контейнера
- СВ — соединительная втулка.
- СВН — система видеонаблюдения.
- СД — служба движения.
- СДПП — серводвигатель переключателя положений.
- СДРК — серводвигатель РК.
- СЗСЗД — свето-звуковой сигнализатор закрытия дверей.
- Сигнал — условный видимый или звуковой знак, при помощи которого подаётся определённый приказ.
- Сигнальный знак — условный видимый знак, при помощи которого подаётся приказ или указание определённой категории работников. К сигнальным знакам относятся: предельные столбики или рейки, знаки границ станций, скорости движения, отключения и включения тяговых двигателей, торможения и др.
- СИТ — служба информационных технологий.
- СК — соединительная коробка.
- СКБ — старший кассир билетный.
- СКД БСК — система контроля доступа по бесконтактным смарт-картам.
- Скип-стоп — схема организации движения поездов, при которой разные поезда, движущиеся по одному маршруту, проходят без остановки разные станции. Применяется, например, в метрополитенах Нью-Йорка и Филадельфии.
- СКМ — служба контроля метрополитена (с ноября 2017 года — СТБ — служба транспортной безопасности).
- СЛ — Салтовская линия.
- Служба ЭМС — электромеханическая служба.
- Служба ЭС — эскалаторная служба.
- Служба Э — служба электроснабжения.
- СММ — снегоуборочная машина метрополитена.
- СОВС — система отопления и вентиляции салона.
- СокЛ — Сокольническая линия.
- СолЛ — Солнцевская линия.
- СОСД — светильник открытия станционных дверей.
- СОТ — сигнализация отпуска тормоза.
- СПУ — сигнал передачи управления
- Специальный подвижной состав — несъёмные подвижные единицы: дрезины (автодрезины, мотодрезины), платформы, снегоочистители, зумпфовые и промывочные агрегаты, снегоочистительные машины и др.
- СПЛ — Сырецко-Печерская линия.
- СР —
  1. стоп-реле.
  2. средний ремонт (аналогичен КР-1).
- ССВ — служебная соединительная ветвь.
- ССЗД — световой сигнализатор закрытия дверей.
- СТ — скоростной трамвай.
- Станция — раздельный пункт с путевым или без путевого развития, позволяющий производить операции по приему, отправлению поездов и обслуживанию пассажиров, а при развитых путевых устройствах — производство маневровой работы.
- Станция закрытого типа — станция, пассажирский зал которой отделен от путевых тоннелей стенами с автоматическими дверями.
- Станционные пути — пути в границах станции — главные, приёмо-отправочные для оборота и отстоя или для отстоя электроподвижного состава, парковые и прочие пути.
- СТБ — силовой тиристорный блок.
- СТД — служба технической диагностики.
- СТ-КР — стоп-кран.
- СТЛ — Серпуховско-Тимирязевская линия.
- СТП —
  1. совмещённая тяговопонизительная подстанция.
  2. скорая техническая помощь ПВС.
- Стрелка — часть стрелочного перевода, состоящая из рамных рельсов, остряков и переводного механизма.
- Стрелка нецентрализованная — стрелка, остряки которой переводятся вручную при помощи переводного механизма.
- Стрелка централизованная — стрелка, остряки которой переводятся устройствами, управляемыми с поста централизации.
- Стрелочный перевод — устройство, служащее для перевода подвижного состава с одного пути на другой. Стрелочный перевод состоит из стрелки, крестовины и соединительных путей между ними.
- СУ —
  1. сантехнические установки.
  2. согласующее устройство АРС.
- СУВ — сервер управления вестибюлем.
- СУРСТ — система управления работой станции с применением теленаблюдения.
- СЦ — ситуационный центр.
- СЦБ — (устройства) сигнализации, централизации, блокировки.
- СЧРСТ — система управления работой промышленного телевидения и телеуправления.
- СШ — сбросовая шахта.
- Съёмные подвижные единицы — подвижные единицы, которые могут быть сняты с пути вручную обслуживающими их работниками (путеизмерительные, дефектоскопные, инструментальные тележки и др.).

## Т
- ТАБ — тяговая аккумуляторная батарея.
- ТВУ —
  1. транзитная водоотливная установка.
  2. тонально-вызывное устройство.
  3. тиристорное возбудительное устройство.
- ТД — см. ТЭД.
- ТДП — транзитная дренажная перекачка.
- ТИСУ — тиристорно-импульсная система управления.
- ТК —
  1. тиристорный контроллер.
  2. тяговый контейнер.
- ТКЛ — Таганско-Краснопресненская линия Московского метрополитена.
- ТМ — тормозная магистраль.
- ТМР — тяговый трансформатор.
- ТО-1 (2, 3, 4) — техническое обслуживание первого (второго, третьего, четвёртого) объёма.
- ТО — трансформатор освещения.
- Торможение служебное — пневматическое торможение ступенями любой величины для плавного снижения скорости или остановки поезда в заранее предусмотренном месте.
- Торможение экстренное — торможение, применяемое в случаях, требующих немедленной остановки поезда, достигаемое путём экстренной разрядки тормозной магистрали и дающее минимальный тормозной путь.
- Тормозной путь — расстояние, проходимое поездом за время от момента перевода ручки крана машиниста или крана экстренного торможения в тормозное положение до полной остановки. Тормозные пути различаются в зависимости от вида торможения (служебное, полное служебное и экстренное).
- ТОС — тоннельный отстой состава.
- ТП —
  1. тяговая подстанция.
  2. тяговый привод.
- ТПК —
  1. тоннелепроходческий комплекс.
  2. Третий пересадочный контур Московского метрополитена.
- ТПМК — тоннелепроходческий механизированный комплекс.
- ТПП —
  1. тоннельная понизительная подстанция.
  2. тягово-понизительная подстанция.
- ТР —
  1. токоприёмник рельсовый.
  2. тепловое реле.
- ТР БАРС — тяговый режим БАРС (обозначение на мониторе вагонов «Скиф»).
- ТР-1 (2, 3) — текущий ремонт первого (второго, третьего) объёма.
- ТРА — техническо-распорядительный акт.
- ТРК — тепловое реле.
- ТРП — тиристорный регулятор.
- ТРТП — см. ТРК.
- ТС —
  1. тиристор.
  2. трансформатор силовой.
- ТСКБМ — телемеханическая система контроля бодрствования машиниста.
- ТССМ — технологическая система связи метрополитена.
- ТЦ — тормозной цилиндр.
- ТЧ —
  1. тяговая часть, депо подвижного состава (электродепо, локомотивное депо, моторвагонное депо). Идёт с номером: ТЧ-1, ТЧ-2, …, где каждый номер соответствует определённому депо в данном регионе. Номера на железной дороге, разных регионов и на метрополитене могут совпадать. Например: ТЧ-9 — электодепо «Фили» Московского метрополитена, ТЧ-9 — депо Вихоревка Восточно-Сибирской железной дороги, ТЧ-9 — депо Витебская-сортировочная Санкт-Петербург. Если депо имеет в составе и локомотивное депо, и моторвагонное депо, то оно обозначается всегда одним номером, например: ТЧ-18 — депо им. Ильича Московской железной дороги.
  2. начальник депо.
- ТЧГ-1 — главный инженер депо (где цифра — номер конкретного ТЧ).
- ТЧЗб-1 — заместитель начальника депо по безопасности движения (где цифра — номер конкретного ТЧ).
- ТЧЗр-1 — заместитель начальника депо по ремонту (где цифра — номер конкретного ТЧ).
- ТЧЗэ-1 — заместитель начальника депо по эксплуатации (где цифра — номер конкретного ТЧ).
- ТЧМ — машинист-инструктор (только для метрополитенов).
- ТЧМ-1 — мастер депо (где цифра — номер конкретного ТЧ).
- ТЧМс-1 — старший мастер депо (где цифра — номер конкретного ТЧ).
- ТШ — ЭМК цепи подмагничивания ТД.
- ТЭ — тумблер «Тормоз экстренный».
- ТЭД — тяговый электродвигатель.
- ТЭМ — электронная система телемеханики.
- ТЭО — технико-экономическое обоснование.
- ТЭСОРПГА — теплоэлектростанция обеспечения резервного питания генераторно-аккумуляторная.

## У
- УАВА — универсальный автоматический выключатель автостопа.
- УВПД — устройство визуализации проездных документов на основе магнитной карты (= визуализатор, информатор). Ящик с приёмной щелью и табло.
- УГР — уровень головки рельса.
- УГС.М — устройство голосовой связи машиниста.
- УГС.П — устройство голосовой связи пассажира.
- УИСЗ — устройство имитации срабатывания защиты (для проверки работы РЗП).
- УКБМ — устройство контроля бдительности машиниста.
- Уклон — элемент продольного профиля пути, имеющий наклон к горизонтальной линии. Уклон для поезда, движущегося от низшей точки к высшей, называется подъёмом, а обратно — спуском.
- УКПТ — устройство контроля проникновения в тоннель.
- УКПЭ — устройство контроля проникновения на эстакаду.
- УКС — устройство контроля скорости.
- УКСПС — устройство контроля схода подвижного состава.
- УКОПС — устройство контроля остановки подвижного состава
- УНЧ — усилитель низкой частоты.
- УОС — устройство ограничения скорости.
- УОТП — устройство определения тормозного пути.
- УП — сигнальный знак для ночной расстановки составов.
- УПО — устройство поездного оповещения.
- УППС — устройство предупреждения проезда станций.
- УСАВП — унифицированная система автоведения поезда.
- УСПМ, УЭСПМ — устройство (экстренной) связи «Пассажир-машинист».
- УТ — универсальный турникет.
- УТВ — установка тоннельной вентиляции.
- УФКП — устройство фотоэлектрического контроля пассажира.
- УЦТВ — устройство цветного теленаблюдения.
- УЧПП — уровень чистого пола платформы.
- УШ —
  1. углефильтрационная шахта.
  2. универсальная штольня.
  3. убежище шахтное.
- УТХ — участок трансформаторного хозяйства.

## Ф
- Ф — фидер.
- ФВК — фильтровентиляционная камера.
- ФВУ — фильтровентиляционная установка.
- ФКМ — функциональная клавиатура машиниста (на вагонах «Яуза» и «Русич»).
- ФЛ — Филёвская линия.
- ФММ — реле фиксации местонахождения машиниста.
- ФП — фекальная перекачка.
- ФПЛ — Фрунзенско-Приморская линия.

## Х
- ХЗЛ — Холодногорско-Заводская линия.

## Ц
- ЦБКИ — центральный блок контроля индикации системы «Игла».
- ЦИК — цифровой информационный комплекс.
- ЦИС — цифровая информационная система.
- ЦКС — центр кинологической службы.
- ЦПА — цех поездной автоматики.
- ЦПУ — центральный пересадочный узел.
- ЦУВ — цепи управления вагона.
- ЦЛМ — центральная лаборатория метрополитена (на Петербургском метрополитене).

## Ш
- Ш — служба «Ш» шнуровая (сигнализации централизации и блокировки).
- ШИМ — широтно-импульсная модуляция инвертора напряжения.
- ШМц— электромонтер централизации (службы «Ш»).
- ШМ— электромонтер автоблокировки (службы «Ш»).
- ШН — электромеханик (службы «Ш»).
- ШНС — старший электромеханик (службы «Ш»).
- ШР — штекерный разъём ЭКК автосцепки.
- ШРС[примечание 1] — шкаф распределительный силовой.
- ШРМП — шунтирующий разъём (розетка) малого привода.
- ШС — шаровой подшипник.
- ШС-АРС — железобетонная предварительно напряжённая шпала с двумя необъёмными анкерами, заключёнными в подрельсовых зонах шпалы.
- ШЧ — начальник дистанции сигнализации централизации и блокировки.

## Э
- Э — служба электроснабжения (в Петербургском метрополитене).
- ЭВМ — электронно-вычислительная машина.
- ЭВР — вид воздухораспределителя на вагонах «Скиф».
- ЭЗ — заместитель начальника службы электроснабжения.
- ЭКА, Эк/а — электровоз контактно-аккмуляторный.
- ЭКГ — групповой реостатный контроллер.
- ЭКК — электроконтактная коробка.
- Электрическая централизация стрелок и сигналов — система устройств для управления при помощи электрической энергии стрелками и сигналами станции с одного пункта, обеспечивающая взаимное замыкание стрелок и сигналов.
- ЭМК — электромагнитный контактор.
- ЭМС — электромеханическая служба.
- ЭМУ — электронный маршрутоуказатель.
- ЭПВ, ЭВ — электропневматический вентиль автостопа (то же, что и ЭПК на «номерных» составах).
- ЭПК —
  1. электрический пневматический клапан.
  2. электропневматический клапан автостопа.
- ЭПС — электроподвижной состав — вагоны, из которых формируются электропоезда.
- ЭПТ — электропневматический тормоз.
- ЭСИЧ — электронные счётные интервальные часы.
- ЭСТ — электронная система телемеханики.
- ЭСЧ — начальник дистанции эскалаторной службы.
- ЭТ —
  1. экстренное торможение.
  2. электрическое торможение.
- ЭТПП — электромагнитный дисковый тормоз переключателя положений.
- ЭЦ — электрическая централизация.
- ЭЦХ — энергодиспетчер (электродиспетчер) (в Петербургском метрополитене ЭД — энергодиспетчер).
- ЭЧ — дистанция электроснабжения.
- ЭС — эскалаторная служба.
- ЭМ — электромеханическая служба (в Петербургском метрополитене).
- ЭДУ — энергодиспетчерский участок.